# Selma (Indiana)
Selma – miasto w Stanach Zjednoczonych, w stanie Indiana, w hrabstwie Delaware.